# Rodrigo Batata
Rodrigo Batata (født 10. september 1977) er en tidligere brasiliansk fodboldspiller.
Han har spillet for flere forskellige klubber i sin karriere, herunder Yokohama Flügels.